# Liste der Monuments historiques in Liverdy-en-Brie
Die Liste der Monuments historiques in Liverdy-en-Brie führt die Monuments historiques in der französischen Gemeinde Liverdy-en-Brie auf.

## Liste der Bauwerke
| Bezeichnung       | Beschreibung              | Standort | Kennzeichnung | Schutzstatus | Datum | Bild           |
| ----------------- | ------------------------- | -------- | ------------- | ------------ | ----- | -------------- |
| Kirche St-Étienne | Erbaut im 13. Jahrhundert | (Lage)   | PA00133014    | Inscrit      | 1994  | weitere Bilder |

## Liste der Objekte
Zum Verständnis siehe: Kirchenausstattung
- Monuments historiques (Objekte) in Liverdy-en-Brie in der Base Palissy des französischen Kultusministeriums